# Дерой Дуарте
Дерой Д'Енкарнасан Дуарте (нід. Deroy D'Encarnação Duarte, нар. 4 липня 1999, Роттердам, Нідерланди) — кабовердійський футболіст, півзахисник болгарського клубу «Лудогорець» та національної збірної Кабо-Верде.

## Ігрова кар'єра

### Клубна
Дерой Дуарте народився у Роттердамі і є вихованцем місцевого клубу «Спарта». У 2016 році футболіст почав виступи за другу команду «Спарти» у Другому дивізіоні чемпіонату Нідерландів. 
Перед початком сезону 2017/18 Дуарте був внесений до заявки першої команди і 12 серпня 2017 року дебютував в основі у матчі вищого дивізіону Нідерландів. Разом з командою вилітав до Еерстедивізі і в сезоні 2018/19 знову повернувся до Ередивізі. 
Влітку 2021 року Дуарте перейшов до клубу «Фортуна» (Сіттард) і вже 14 серпня провів першу гру в новій команді.
В червні 2024 року Дерой Дуарте як вільний агент перейшов до болгарського клууб «Лудогорець».

### Збірна
На міжнародному рівні Дерой Дуарте починав виступи за юнацькі та молодіжну збірну Нідерландів. У березня 2022 року у товариському матчі проти команди Гваделупи Дуарте дебютував у складі національної збірної Кабо-Верде.
Був в заявці збірної Кабо-Верде для участі у Кубку африканських націй 2023 року. На турнірі зіграв у трьох матчах.

### Особисте життя
Дерой Дуарте є молодшим братом гравця збірної Кабо-Верде та нідерландського «Гронінгена» Лароса Дуарте.

## Титули і досягнення
- Володар Суперкубка Болгарії (1):

«Лудогорець»: 2024
- Чемпіон Болгарії (1):

«Лудогорець»: 2024–25
- Володар Кубка Болгарії (1):

«Лудогорець»: 2024–25